# Маргарет Смит Корт
Маргарет Смит Корт (на английски: Margaret Smith Court) е бивша австралийска тенисистка номер 1 в световната ранглиста. През 1970 г. тя става първата жена по време на отворената ера и втората жена в историята, която печели всички титли на сингъл от Големия шлем в една календарна година. Корт печели 24 титли на сингъл от Големия шлем, нещо, което никой друг играч не е постигнал.
Също така има доста успешна кариера на двойки печелейки 19 титли при жените и 21 титли при смесените двойки, събирайки общо 64 титли.